# Carpentersville (Illinois)
Carpentersville est un village du comté de Kane, en Illinois, aux États-Unis. Il est incorporé le 26 juin 1864,. Lors du recensement de 2010, le village comptait une population de 37 691 habitants.

## Source de la traduction
- (en) Cet article est partiellement ou en totalité issu de l’article de Wikipédia en anglais intitulé « Carpentersville, Illinois » (voir la liste des auteurs).